# Cuphea cipoensis
Cuphea cipoensis är en fackelblomsväxtart som beskrevs av T.B. Cavalcanti. Cuphea cipoensis ingår i släktet blossblommor, och familjen fackelblomsväxter. Inga underarter finns listade i Catalogue of Life.